# Hamish Kilgour
Hamish Kilgour (Christchurch, 17 marzo 1957 – Christchurch, dicembre 2022) è stato un musicista neozelandese fondatore dei The Clean e dei Bailter Space.

## Biografia
Figlio di McGregor Kilgour e Helen Stewart Auld, alla fine degli anni settanta, insieme al fratello David Kilgour, fondò il gruppo The Clean con il quale registrò, come batterista, il primo singolo, Tally Ho, che riuscì a entrare nella Top 20 del 1981 della Nuova Zelanda e, poco dopo, il loro primo EP, Boodle Boodle Boodle, che rimase in classifica 26 settimane; nel loro secondo EP, Great Sounds Great del 1982, oltre a suonare batteria, Hamish contribuì al canto nel brano "Side on".
Chiusa l'esperienza coi Clean con il singolo Getting Older, sempre col fratello David formarono il gruppo The Great Unwashed con il quale pubblicarono alcune canzoni scritte per i Clean ma mai registrate oltre ad altre di nuova composizione; l'album, Clean Out of Our Minds, venne pubblicato nel 1984 e, dopo un Ep, si sciolse definitivamente nel 1985 e Hamish si unì a Alister Parker per formare i Bailter Space. Nel frattempo lavorò presso l'etichetta Flying Nun Records a Christchurch come grafico, realizzando ad esempio la copertina della compilation Pink Flying Saucers Over the Southern Alps. Trasferitosi a New York, vi conobbe la futura moglie, Lisa Siegel, mentre erano sul traghetto di Staten Island dopo essere stato a un concerto al CBGB e che poi divenne anche membro del gruppo. Nel 1988 vennero riformati i Clean per suonare a Londra nel 1988 al quale prese parte per poi suonare come batterista nel nuovo album Vehicle al quale seguì un tour in Europa e Nuova Zelanda.
Nel frattempo, Kilgour formò il gruppo Monsterland con la moglie Lisa Siegel e Danny Mañetto; con questo nuovo gruppo registrò ad Auckland nel settembre 1990 e a New York nell'aprile 1991; quando però si scoprì che c'era un altro gruppo omonimo, cambiarono il nome in The Mad Scene; con questa nuova denominazione pubblicarono con l'etichetta americana Homestead Records il loro EP di debutto, Falling Over, Spilling Over nel 1992, seguito nel 1993 dal primo LP, A Trip Thru Monsterland, pubblicato in Nuova Zelanda dalla Flying Nun Records. Nel 1994 si riunì ai Clean per l'album Modern Rock, seguito nel 1996 da Unknown Country. Kilgour comunque continuò a vivere a tempo pieno a New York, continuando l'attività coi Mad Scene con i quali pubblicò nel 1995 il loro secondo album Sealight.
Negli anni 2000 e 2010 ha continuato a vivere a New York, continuando sporadicamente a registrare e a fare tournée con i Clean partecipando a festival musicali come l'All Tomorrow's Parties nel 2011 e tenendo concerti nel 2014 in Nuova Zelanda e negli Stati Uniti.
Esordì come solista solo nel 2014 con l'album All of It and Nothing registrato in collaborazione con Gary Olson nello studio di questi a Marlborough Farms a Brooklyn, ha accompagnato Kilgour il quale ha anche collaborato alla scrittura di alcune canzoni. Pubblicò il secondo album da solista, Finklestein, nel 2018; l'album è basato su una storia per bambini che Kilgour ha concepito per suo figlio su un regno che inventa un modo per affrontare le loro risorse d'oro esaurite. Le canzoni includono l'uso di strumenti come organo, sassofono, pedal steel, piano, vibrafono, armonica e persino passi, la maggior parte dei quali è suonato dallo stesso Kilgour e dal suo produttore e collaboratore Gary Olsen sempre nello studio di questi a Brooklyn.
Dopo trent'anni passati a vivere a New York, ritornò a vivere in Nuova Zelanda nel 2019.

## Discografia

### Da solista

#### Album in studio
- 2014 – All of It and Nothing
- 2018 – Finklestein
- 2019 – Franklestein

#### EP
- 2015 – Hurtling Through (con i Tiny Ruins)

### The Clean
- vedi The Clean#Discografia

### Bailter Space
- vedi Bailter Space#Discografia

### The Mad Scene
- vedi The Mad Scene#Discografia

## Riconoscimenti
Gli viene dedicato il film Head South del 2024 diretto da Jonathan Ogilvie.